# Altenlinden
Altenlinden ist ein Ortsteil der Gemeinde Barkhagen im Osten des Landkreises Ludwigslust-Parchim in Mecklenburg-Vorpommern. 
Der Penzliner See und der Daschower See liegen nordwestlich, der Poseriner See und der Damerower See nördlich und der Plauer See östlich. 
Die B 191 verläuft südlich und die B 103 östlich.
Eine frühere Bezeichnung von Altenlinden ist Hof Malchow.

## Geschichte
Am 1. Juli 1950 wurde Altenlinden in die Gemeinde Barkow eingegliedert. Am 13. Juni 2004 schlossen sich die beiden Gemeinden Barkow und Plauerhagen zur heutigen Gemeinde Barkhagen zusammen.

## Sehenswürdigkeiten
Das Wohnhaus Plauerhäger Straße 27 ist als Baudenkmal eingestuft. 